# A Midnight Cupid
A Midnight Cupid è un cortometraggio muto del 1910 diretto da David W. Griffith. Sceneggiato da Stanner E.V. Taylor, il film ha tra i suoi interpreti principali Charles West, Mack Sennett, George Nichols, Florence Barker e Verner Clarges.

## Trama
Perry Dudley, scapolo d'oro, ha uno stuolo di madri e di figlie che gli corrono dietro e di cui lui non sa come liberarsi. Un giorno ha l'occasione di fuggire in incognito quando trova sul pavimento della cucina un vagabondo addormentato. L'uomo, un povero giovane sfortunato, cerca il denaro per poter tornare nel suo villaggio natale, alla ricerca di un lavoro. Entrato in casa, non vi ha trovato nessuno e, in preda alla fame, ha preso quello che c'era sul tavolo. Solo che il vino, con il suo stomaco vuoto, gli ha dato alla testa e lo ha fatto addormentare. In tasca, Perry gli trova una lettera firmata da alcuni amici che garantiscono per lui e che lo raccomandano. Perry coglie l'occasione al volo: gli mette in tasca dieci dollari e chiede ai domestici di portare lo sconosciuto fuori nel parco dove dovrà essere lasciato su una panchina a smaltire la sbornia. Lui, invece, prende la lettera e, travestito, parte per il paesino dove si fa passare per il povero vagabondo che nessuno riconosce perché manca dal villaggio ormai da troppi anni. Ma per Perry non tutto va liscio: per prima cosa, gli viene dato un lavoro e lui deve mettersi a faticare, cosa alla quale non è abituato. Poi, non può evitare neanche lì le donne, soprattutto Molly la figlia del contadino, che finisce per incantarlo con la sua dolcezza. Intanto, il vagabondo si è risvegliato: trovati i dieci dollari, parte per il paese. Lì, dimostra di essere lui il vero latore della lettera e il contadino si spaventa perché la figlia va in giro con uno sconosciuto di cui nessuno sa niente e che si è introdotto con la frode nella loro comunità. Perry porta Molly a casa sua: lì, la ragazza trova un pastore pronto a sposarli. Il padre, al suo inseguimento, deve riconoscere quando entra nella ricca dimora di Perry, che sua figlia non poteva essere più fortunata di così.

## Produzione
Il film fu prodotto dalla Biograph Company e venne girato a Coytesville, nel New Jersey.

## Distribuzione
Distribuito dalla Biograph Company, il film - un cortometraggio in una bobina - uscì nelle sale cinematografiche statunitensi il 7 luglio 1910.